# Vuelo de águilas
Vuelo de águilas (en inglés: I Wanted Wings) es una película dramática estadounidense de 1941 dirigida por Mitchell Leisen y basada en un libro del teniente Beirne Lay Jr. La película está protagonizada por Ray Milland y William Holden. El reparto incluye a Wayne Morris, Brian Donlevy, Constance Moore y Veronica Lake. Vuelo de águilas supuso el primer papel importante de Lake en una película. Su carrera despegó poco después; el mismo año, protagonizó Los viajes de Sullivan. Lake se convertiría en una de las actrices más populares y exitosas de principios de la década de 1940.

## Sinopsis
Es 1940, antes de la entrada estadounidense en la Segunda Guerra Mundial. Después de un ataque aéreo simulado contra Los Ángeles que involucró a dieciocho bombarderos Boeing B-17 Flying Fortress del Cuerpo Aéreo del Ejército de los Estados Unidos, uno de ellos cae en el desierto en su camino de regreso a la base. Misteriosamente, el cadáver de una mujer se encuentra entre los restos del naufragio. El piloto, el segundo teniente Jefferson Young III, está acusado de tener un pasajero civil no autorizado a bordo y, en consecuencia, acusado de desobedecer órdenes. Antes de que el consejo de guerra emita un veredicto, revisan los antecedentes militares y la historia de Jeff.
Hijo de un rico hombre de negocios de Long Island, Jeff se une al Cuerpo Aéreo del Ejército de los Estados Unidos. En el entrenamiento básico en Texas, conoce al exjugador destacado del fútbol americano Tom Cassidy y Al Ludlow, un mecánico. Jeff y Al se vuelven amigos cercanos y se apoyan mutuamente a través del entrenamiento.
Jeff conoce a la cantante Sally Vaughn, sin saber que ella solía ser la novia de Al. Jeff, sin embargo, ya está enamorado de la fotógrafa Carolyn Bartlett. Cuando un piloto (Jimmy Masters) se estrella mientras evita a Tom, Jeff y Al son los primeros en responder al avión en llamas, pero Jeff no hace nada mientras Al rescata a Masters. Después, Jeff está tan avergonzado de sí mismo que se ausenta sin permiso, se emborracha y va a ver a Sally. Él se ofrece a llevarla a México, pero Al amenaza con exponer su pasado para persuadir a Jeff de que regrese a la base. Después, Jeff le propone matrimonio a Carolyn; ella acepta.
Durante el entrenamiento en otro aeródromo, los tres amigos vuelan peligrosamente bajo para divertirse, pero Tom se estrella fatalmente. Al, el cadete senior, es dado de baja del Cuerpo Aéreo.
Sally les dice a Al y Carolyn que está embarazada del hijo de Jeff. Jeff le admite a Carolyn que siguió viendo a Sally en secreto porque ella amenazó con destruir su reputación. Carolyn rompe con Jeff. Al se casa con Sally, en parte porque la ama y en parte para proteger a Jeff. Después de un tiempo, Sally le dice a Al que mintió acerca de estar embarazada, y él le dice que lo sabía todo el tiempo. Molesta y creyendo que nunca la amó, Sally lo deja.
Después de graduarse, Jeff está a punto de volar para participar en el entrenamiento de juegos de guerra. Conoce a Al, que ahora es un jefe de equipo alistado en su bombardero B-17. Cuando su antiguo mentor y el comandante de la unidad, el capitán Mercer, se entera de la existencia de Al, comienza a trabajar para que lo reincorporen como candidato a oficial y piloto.
Luego aparece Sally, pidiendo ayuda a Al, diciendo que la buscan por el asesinato de su amigo gánster, un crimen que admite haber cometido. Al le da algo de dinero y, a regañadientes, promete verla más tarde. Antes de que pueda salir del hangar, los oficiales del Cuerpo Aéreo ingresan al edificio. Sally se esconde dentro de un bombardero. Ella todavía está allí cuando el avión despega, con Jeff como piloto. Cuando se completan los juegos, Mercer le pide a Jeff que prepare una bengala de emergencia. Al va a buscarlos y descubre a Sally. Mientras discuten, una bengala se enciende por accidente. Antes de que puedan dejarla caer de la bahía de bombas, Mercer se quema y cae del avión. Usando un paracaídas, Al salta tras él y lo rescata. Jeff logra aterrizar el bombardero en la oscuridad para recoger a los miembros de su tripulación. Después de enterarse de que Mercer necesita ir a un hospital de inmediato, intenta despegar de nuevo, ignorando la orden de Mercer de quedarse quieto. Luego se estrella y Sally muere.
Al sube al estrado de los testigos y cuenta la historia completa. Jeff queda libre de todos los cargos y se reúne con Carolyn. Al es reinstalado como aprendiz de piloto y Mercer finalmente se recupera.

## Reparto
- Ray Milland como Jeff Young;
- William Holden como Al Ludlow;
- Wayne Morris como Tom Cassidy;
- Brian Donlevy como el capitán Mercer;
- Constance Moore como Carolyn Bartlett;
- Veronica Lake como Sally Vaughn;
- Harry Davenport como 'Sandbags' Riley;
- Phil Brown como Jimmy Masters;
- Edward Fielding como el presidente del tribunal;
- Willard Robertson como el abogado defensor;
- Richard Lane como el comandante de vuelo;
- Addison Richards como el cirujano de vuelo;
- Hobart Cavanaugh como Mickey;
- Douglas Aylesworth como el teniente Hopkins;
- John Trent como el teniente Ronson;
- Archie R. Twitchell como el teniente Clankton;
- Richard Webb como capitán de los cadetes;
- John Hiestand como locutor de radio.

## Producción
El libro de Bernie Lay Jr. se publicó en 1937.
El rodaje comenzó el 26 de agosto. A principios de agosto, William Holden le hizo saber a Paramount que se negaba a presentarse porque quería un aumento de su salario de $500 a la semana.
La producción de Vuelo de águilas comenzó en el verano de 1940 en Randolph Field cerca de San Antonio, Texas. La fotografía principal tuvo lugar del 26 de agosto al 19 de diciembre de 1940. El Cuerpo Aéreo del Ejército de los Estados Unidos proporcionó 1160 aviones, 1050 cadetes, 450 oficiales e instructores y 2543 hombres alistados para la película. Uno de los estrenos de la película se llevó a cabo posteriormente en Randolph Field.
La productora de Paramount se basó en gran medida en el rodaje de locaciones, trayendo 130 actores y técnicos a Texas. El elenco y el equipo se mezclaron con más de 200 estudiantes pilotos en la formación primaria. El coordinador aéreo Paul Mantz pudo utilizar formaciones masivas de aviones de entrenamiento North American BT-9 y BT-14. Estaba respaldado por Elmer Dyer, el mejor director de fotografía aéreo de Hollywood, filmando desde un Lockheed Orion de Mantz, equipado con seis posiciones de cámara diferentes. Los bombarderos Boeing B-17B de la primera serie del 19.º Grupo de Bombarderos, March Field, también se utilizaron de manera destacada en la secuencia aérea final. Se filmaron imágenes adicionales en los estudios Paramount en Hollywood, donde se utilizó una maqueta del B-17 cuya construcción costó $40 000 para las escenas cumbre en el interior del avión.

## Acogida
Vuelo de águilas, estrenada cuando Estados Unidos todavía era neutral en la Segunda Guerra Mundial, fue bien recibida como la primera película que promocionaba al entonces poco conocido Cuerpo Aéreo con vistas a las futuras necesidades de reclutamiento. Bosley Crowther del The New York Times señaló que «Paramount se propuso exaltar el espíritu y la eficiencia del programa mediante el cual cientos de jóvenes estadounidenses entusiastas ahora están siendo entrenados para volar, como pilotos militares, en primer lugar, y como el núcleo de una futura nación de hombres alados [...] este saludo cinematográfico al Cuerpo Aéreo del Ejército con los jóvenes que ya están ingresando en él hoy, es una película tremendamente emocionante y una inspiración confiable para la juventud de la tierra».
Su guionista, Richard Maibaum, que luego escribiría doce de las primeras quince películas de Bond, estaba muy orgulloso de haber escrito el guion de esa película. Fue «la primera película que presentó al público estadounidense la importancia de entrenar a aviadores para la defensa de los Estados Unidos en una guerra que muchos reconocieron que se avecinaba», informó su viuda Sylvia cuando donó los papeles de Maibaum a la Universidad de Iowa.

## Premios
Farciot Edouart, Gordon Jennings y Louis Mesenkop ganaron el premio a los mejores efectos visuales en la 14.ª edición de los Premios Óscar.